# Ah W Noss
Ah W Noss è un album in studio della cantante libanese Nancy Ajram, pubblicato nel 2004.

## Tracce
1. Ah w noss
2. Badallaa' aleik
3. Lawn oyounak
4. Oul taani keda
5. Taala ya
6. Sana wara sana
7. Enta eih
8. Gayeen ya'ouluoli
9. Ana leih
10. Hobbak liyya
11. La teloum